# NHK双葉ラジオ中継局
NHK双葉ラジオ中継局（エヌエイチケイふたばラジオちゅうけいきょく）は、福島県双葉郡富岡町にあるNHK福島放送局ラジオ第1放送の中継局である。なお、正式な中継局名は、『双葉ラジオ中継放送所』である。

## 概要
- これまで双葉郡や相馬郡および田村郡･田村市などでは、周辺の放送局や中継局からの電波を受信していたが、特に夜間には外国からなどの混信により受信環境が悪く、その改善のために設置された。なお、当中継局開局により双葉地域約1万世帯の難聴が解消された。なお、民放であるrfcラジオ福島は、当地に中継局を設置していない。
- 正式な中継局名は、『双葉ラジオ中継放送所』である。
- 東日本大震災（東北地方太平洋沖地震）と福島第一原子力発電所事故の影響で、2011年9月現在停波していた。
- 2012年3月23日の午前11時頃、震災の影響によって停止していた電力とプログラム回線が復旧したことより、ラジオ第1放送を再開した[1]。

## 中継局概要
| 放送局名         | 呼出名称       | 周波数  | 空中線電力 | 放送対象地域 | 放送区域内世帯数 | 開局日        |
| NHK福島ラジオ第1 | ふたばほうそう | 1161kHz | 100W       | 福島県       | 不明             | 1998年3月30日 |